# العملات المعماة في بورتوريكو

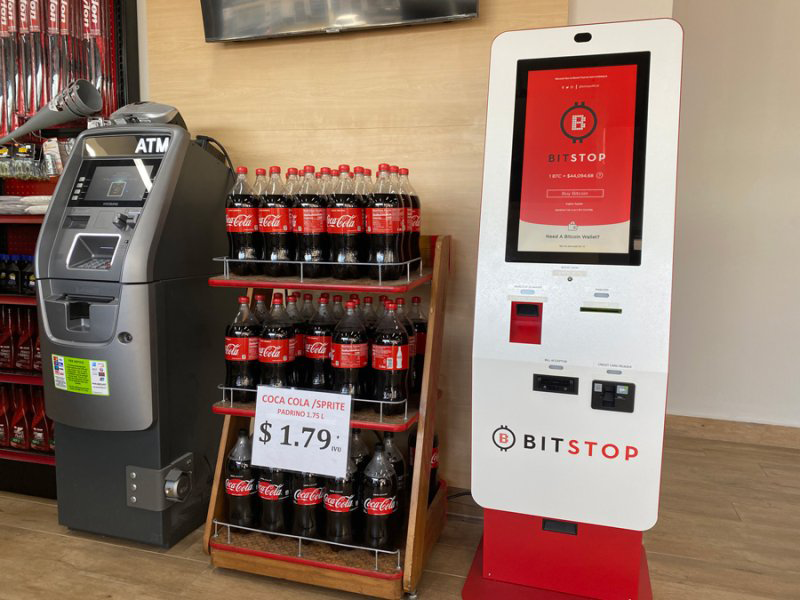
صراف آلي للبيتكوين أو ماكينة صرف البيتكوين (BTM) في بايامون، بورتوريكو.

مع وصول عدة شخصيات يقودها بروك بيرس بعد إعصار ماريا في عام 2017، أصبحت العملات المشفرة قضية ذات اهتمام إعلامي واقتصادي في أرخبيل الكاريبي بورتوريكو. انتقل هؤلاء المتداولون إلى الجزيرة مدفوعين بالحوافز الضريبية التي توفرها قوانين Act 20-2012 و Act 22-2012 (التي أصبحت الآن جزءًا من قانون Act 60–2019) والإعداد الاستوائي. زعموا أن نيتهم كانت إنشاء "مدينة" أو "مجتمع" بلوك تشين يوتوبي، والذي أصبح معروفًا في أوقات مختلفة بأسماء مثل Puertopia أو Crypto Rico أو Puerto Crypto أو Sol، وأطلقوا على أنفسهم اسم Puertopians. لاقت الأفكار التي يروج لها هذه المجموعة ردود فعل متباينة، حيث تم تأييدها من قبل الإدارات الحاكمة ولكنها أيضًا أثارت احتجاجات من الحركات السياسية والشعبية التي تثير مخاوف بشأن رأسمالية الكوارث، التطوير العمراني واستعمار المستوطنين. اكتسبت بورتوريكو سمعة كمركز لعشاق العملات المشفرة، ووفقًا لبيرس، بحلول عام 2021، كان الأرخبيل يحتوي على أكبر كمية من العملات المشفرة مركزة في مكان واحد في العالم.

## التاريخ

### الخلفية
كإقليم شبه مستقل "ينتمي إلى، ولكنه ليس جزءًا من" الولايات المتحدة، تعتبر بورتوريكو ولاية قضائية أجنبية من قبل مصلحة الضرائب الأمريكية لأغراض الضرائب. ومع ذلك، فإن قانون الامتثال الضريبي للحسابات الأجنبية (فاتكا) لا ينطبق. في عام 2012، تم تمرير قانون تعزيز خدمات التصدير (المعروف أكثر باسم "قانون 20") وقانون تشجيع نقل المستثمرين الأفراد إلى بورتوريكو (المعروف باسم "قانون 22")، والذي سهل تصدير الخدمات وقدم إعفاءات ضريبية كبيرة للأفراد الأثرياء الذين كانوا على استعداد للانتقال إلى بورتوريكو، وذلك بهدف جذب رأس المال الاستثماري. ركز معظم الوافدين على شراء العقارات وأشكال أخرى من التنمية الاقتصادية. في عام 2019، وافقت جمعية بورتوريكو التشريعية على قانون 60، الذي دمج جميع القوانين السابقة في قانون حوافز جديد. تم إغلاق محطة روزفلت رودز البحرية في عام 2004، بعد أن تم طرد البحرية الأمريكية من فيكيس، بورتوريكو، بعد موجة من الاحتجاجات المدنية. منذ ذلك الحين، تم اقتراح عدد من المبادرات، ولكن إعادة تطوير المنطقة توقفت وتم إعادة استخدام مرافق محددة فقط. من بين المشاريع التي لم تتجاوز مرحلة التخطيط مشروع Caribbean Riviera الضخم تحت قيادة لويس فورتونيو، ومشاركة Clark Realty Capital في مشاريع الإسكان/التجارية تحت قيادة أليخاندرو غارسيا ومتنزه ترفيهي كبير تحت قيادة ريكاردو روسيلو. مشاريع أخرى، مثل تصوير إنتاجات مثل Wrecked و Crossbones أو منشأة إعادة تدوير القوارب التابعة لـ Marine Environmental Remediation Group، كانت إما مؤقتة أو قصيرة الأجل.
في شكلها الحالي، تم تقديم العملات المشفرة كرد على الأزمة المالية 2007-2008 ويعتبر الشخص المجهول ساتوشي ناكاموتو هو من أشاعها. كانت البيتكوين، التي تم إنشاؤها في عام 2009، أول عملة مشفرة لا مركزية. منذ ذلك الحين، تم إنشاء العديد من العملات الأخرى. أدى زيادة قيمة هذه العملات المشفرة إلى جعل العديد من المتداولين أثرياء، حيث يتأرجح البعض بين كونهم مليونيرات ومليارديرات.

### تدفق متداولي العملات المشفرة، Puertopia
يدعي مايكل تيربين، مؤسس BitAngels، أنه أول مستثمر في العملات المشفرة ينتقل إلى الجزيرة بفعل ذلك في عام 2016، وقد كان نشطًا في تعزيز استيطان المزيد من الأجانب كجزء من ممارسة لا يعتبرها "استعمارًا". في 20 سبتمبر 2017، مر إعصار ماريا فوق بورتوريكو، مما تسبب في ما يعتبر أسوأ كارثة طبيعية مسجلة في الأرخبيل. بعد أشهر فقط، انتقلت مجموعة من شخصيات العملات المشفرة بقيادة رئيس مؤسسة البيتكوين بروك بيرس إلى سان خوان القديمة، حيث تجمعوا في الفنادق واشتروا مبنى استعماريًا كان يضم سابقًا متحفًا للأطفال. كانت أول إشارة إلى هذه الهجرة في وسائل الإعلام في يناير 2018، عندما قال جيريمي غاردنر إنهم "سيبنون أتلانتس حديثة هناك". كان عدد الوافدين الجدد بالعشرات وكان معظمهم من مدراء الشركات، والمتبنين الأوائل، ورجال نوفو ريش الذين استفادوا من التبكير في اعتماد البيتكوين وارتفاع قيمتها في عام 2017، والمتداولين والمستثمرين، من بين آخرين. وفقًا لمقال في نيويورك تايمز نقلاً عن بيرس، كانت البيئة الاقتصادية التي تلت ذلك هي التي أقنعتهم باختيار الأرخبيل المدمر. على حد تعبير ستيفن موريس من Fifth Avenue Capital، "فقط عندما يتم مسح كل شيء يمكنك تقديم حجة لإعادة البناء من الصفر". كشفت المجموعة عن خطط لبناء Puertopia أو Sol، وهي مدينة تتم فيها جميع المعاملات عبر العملة الرقمية ويتم تدوين العقود في التكنولوجيا الأساسية لبلوك تشين. يقع المشروع في بقايا قاعدة روزفلت رودز البحرية في سيبا، بورتوريكو، وسيشمل أول بنك حصري للعملات المشفرة في العالم وكان من المقرر أن يكون عرضًا للمجموعة لتعزيز رؤيتهم لـ "ما يمكن أن تبدو عليه مستقبل العملات المشفرة". زعمت المجموعة أنها ستستثمر في الاقتصاد المحلي، وخاصة جهود إعادة الإعمار الواسعة النطاق بعد الإعصار.
يشكل Puertopians جزءًا من مجموعة أكبر من العملاء الذين غذوا إنشاء شركات محلية تتعامل مع النصائح الضريبية والقانونية للأثرياء القادمين. تم إنشاء عدد من المؤسسات المصرفية المملوكة للأجانب في بورتوريكو، بما في ذلك FV Bank و Mercantile Bank International (SJMX، المعروف سابقًا باسم San Juan Merchantile Exchange) وإصدار جديد من مصرف ميديشي التاريخي، وكلها رحبت بالمعاملات بالعملات المشفرة. بدأت أجهزة الصراف الآلي للبيتكوين التي تستضيفها Bitstop و Athena في التثبيت، بينما تم منح Robots Inc. براءة اختراع لجهاز مماثل. أدى نمط انخفاض قيمة العملات الرقمية خلال عام 2018 مباشرة إلى حل بنك noble bank الذي يتخذ من سان خوان مقراً له. مع بدء Puertopians في خسارة الأموال، غادر البعض بورتوريكو، بينما اتخذ آخرون إجراءات دفاعية بينما كانت إمكانية حدوث انهيار طويل الأمد في السوق، المعروف باسم "شتاء العملات المشفرة"، قادمًا. تم التخلي عن المبادرات التي تنطوي على منظمات غير ربحية محلية، خاصة تلك الموجهة نحو مساعدة المجتمعات التي لا تزال متأثرة بالإعصار. لا يزال الهدف المتمثل في بناء مدينة للعملات المشفرة غير محقق، مع تركيز المبادرات الأخيرة في روزفلت رودز على استعادة مطارها وإنشاء ميناء فضائي. بيرس، الذي اشترى مبنى استعماريًا من الكنيسة الكاثوليكية في عام 2020، زعم أن "هذه كانت أفكارًا فضفاضة، ولم يكن أي منها ملموسًا أو مدروسًا جيدًا". وسع Puertopians أنفسهم وجودهم في الأرخبيل، واحتفظوا بقاعدتهم الرئيسية في سان خوان القديمة ولكنهم اشتروا عقارات في دورادو، هوماكاو، رينكون وبلدية جزيرة فيكيس.
خلال صيف عام 2020، أصبح رجل الأعمال البرمجي البورتوريكي أورلاندو برافو مهتمًا بالبيتكوين أثناء قضاء عطلته في دورادو، حيث اشترى كمية غير معلنة منه وتحدث علنًا لصالحه. بحلول عام 2021، زاد التدفق مرة أخرى، مع انتقال صناديق التحوط للعملات المشفرة Pantera و Redwood City Ventures بالإضافة إلى عمليات التعدين الخاصة بـ CoinMint. من بين هؤلاء كانت فرانسيس هوغن، التي اكتسبت شهرة بعد الكشف عن الأعمال الداخلية لفيسبوك وكانت قد اشترت ما يكفي من العملات المشفرة "في الوقت المناسب". في ذلك الوقت، قام لاعب البيسبول المتقاعد ألفريدو إسكاليرا بالضغط علنًا من أجل المزيد من السياسات العامة، قائلاً إنه "يجب على حكامنا أن يثقفوا أنفسهم حول تطور التكنولوجيا، وتعدين العملات وبرمجة 'البلوك تشين' لجذب آلاف المستثمرين الذين يشاركون في هذا العمل في جميع أنحاء العالم." بعد وقت قصير من الانتقال إلى دورادو، تورط المؤثر لوجان بول في عملة مشفرة تسمى Dink Doink، والتي تم وصفها بأنها "احتيال" من قبل ناسداك. انتقلت شخصية العملات المشفرة أماندا كاسات وزوجها صموئيل، حيث وصل المزيد من الأفراد من ولايات مختلفة. ومع ذلك، جلب هذا الموج أيضًا أفرادًا لم يحصلوا على إعفاءات بموجب قانون 60 ولكنهم شاركوا أيضًا في المجتمع، مثل كيكو يوشينو من جمعية بورتوريكو لتجارة البلوك تشين.
على علم بأن تصور المجموعة أصبح متزايد الخلاف مع ارتفاع أسعار العقارات في سان خوان، بدأ Puertopians بإعادة تسمية جهودهم على أنها "أكثر شمولاً وتمكينًا وتشاركية"، مملوكة بشكل فردي وربطها بظهور ويب 3.0. وبناءً على ذلك، يتم تنظيم أحداث أسبوعية معروفة باسم CryptoCurious و Crypto Mondays تستهدف عامة الناس. بدأ رواد الأعمال المحليون في مجال العملات المشفرة مثل خوان كارلوس بيدريا بالاستفادة من هذا الوضع. وفقًا لـ DEDC، وصل ما لا يقل عن 31 فردًا مصنفين كـ "رواد أعمال في مجال العملات المشفرة" إلى بورتوريكو في عام 2021، مع احتمال وجود ما يصل إلى 100 شخص مشارك في الصناعة. من بين الشركات المحلية، كانت مجموعة Díaz Fontanez أول من دفع رواتب موظفيها بعملة رقمية، مشيرة إلى أن هذه الخطوة جاءت كرد على التضخم المتزايد في الأسواق الدولية.
أظهرت دراسة الاتجاهات الرقمية في بورتوريكو لعام 2022 التي نشرتها جمعية المبيعات والتنفيذيين التسويقيين (CME) أن الوعي العام بالعملات المشفرة بلغ 67.7%، منهم 40.6% "لا يفهمون" كيفية عملها و30.5% آخرون "لا يعتبرونها موثوقة"، بينما يعتبرها 14.5% "أموال المستقبل". أدى التعليق المؤقت لشرط التواجد المادي قبل إعصار فيونا إلى إعلان المستثمر هايدن باولز علنًا أنه سيغادر الجزيرة قبل الحدث، مما أثار ردود فعل سلبية من العامة. وبالمثل، تم توجيه الانتقادات إلى المجموعة لفشلها في الوفاء بمعظم مقترحاتها، بما في ذلك بناء شبكات طاقة لامركزية مدعومة بتقنية البلوك تشين، بعد ماريا ولعدم تقديم الأموال التي تم جمعها بعد العاصفة الأخيرة إلى المنظمات غير الربحية المحلية.

### جلسات مجلس النواب في بورتوريكو حول التنظيم
في يناير 2022، كشف رئيس مجلس النواب تاتيتو هيرنانديز من الحزب الديمقراطي الشعبي (PPD)، الذي جادل لصالح استخدام البلوك تشين لمهام مثل مكافحة الفساد العام، أن مجلس نواب بورتوريكو كان يبحث في موضوع إنشاء إطار تنظيمي للعملات المشفرة. تم تمرير قرار مجلس النواب 527 بهدف دراسة "مفهوم البلوك تشين كنظام لتسجيل الحكومة، وكذلك استخدام العملات الرقمية (العملات المشفرة) كشكل مقبول من الدفع في بورتوريكو". كان خيسوس مانويل أورتيز من PPD، رئيس لجنة حكومة مجلس النواب في بورتوريكو والذي أيد علنًا العملات المشفرة كـ "سقالة الاقتصاد العالمي في المستقبل القريب"، مسؤولاً عن التحقيق. وفقًا لتقرير فبراير 2022، أكدت وزارة الخزانة في بورتوريكو أن شراء العقارات باستخدام العملات المشفرة أصبح واسع الانتشار في بورتوريكو. اعترف جميع المشاركين في الجلسات بأن مثل هذه المعاملات أصبحت منتشرة.
ممثلاً عن PRDT، أوصى Ángel L. Pantoja باتباع إرشادات دائرة الإيرادات الداخلية (IRS) حول الموضوع، نظرًا للحالة السياسية لبورتوريكو وعدم وجود سابقة. شددت ناتاليا زيكويرا، مفوضة المؤسسات المالية، على أن تقلبات العملات المشفرة أقنعت البنوك بتبني "مواقف محافظة"، وبعد سرد ما تراه إيجابيات وسلبيات، خلصت إلى أنه بمجرد وضع الإطار التنظيمي "لا يمكن لبورتوريكو أن تتخلف. المستقبل كله يتعلق بالأسواق والمعاملات والعملة الرقمية". تحدثت زويمي ألفاريز نيابة عن جمعية مصرفيي بورتوريكو، قائلة إنه للامتثال لمعايير شركة تأمين الودائع الفيدرالية، كانت هناك حاجة إلى ضوابط تنظيمية لمنع الأنشطة غير القانونية مثل "غسيل الأموال [أو] تمويل الإرهاب". بعد ذلك، أوضح أورتيز أنه كان راضيًا وتوقع تقديم مشروع قانون لتنظيم العملات المشفرة في الولاية القضائية.
في 7 نوفمبر 2022، أصدرت لجنة الحكومة تقريرًا إيجابيًا موقعًا من أورتيز للتحقيق في الاستخدامات المحتملة لتطبيق البلوك تشين لأغراض عامة وتنظيم العملات المشفرة. أنشأ DDEC إطاره التنظيمي الخاص في فبراير 2023، عندما مدد إعفاءات ضريبة القانون 60 للمشاريع المتعلقة بالبلوك تشين. بعد أيام، هزم PRHOR P.C. 1565 بأصوات 24–14، والذي كان قد تم الترويج له من قبل أورتيز ويهدف إلى إنشاء فريق عمل، Comité Asesor de la Asamblea Legislativa para implementar la tecnología Blockchain، لوضع خطة لتطبيق التكنولوجيا في غضون 180 يومًا.

### العملات المشفرة 2022–2024
مع انخفاض أسعار جميع العملات المشفرة بشكل منهجي طوال عام 2022 وساهمت فضائح مثل إفلاس أف تي أكس المفاجئ في الانهيار، تجاهل Puertopians القضية علنًا باعتبارها دورية واستمروا في العمليات دون قلق، على الرغم من مواجهة انتقادات إضافية مفادها أن البورتوريكيين الذين أرادوا بدء شركات ناشئة في الصناعة تلقوا دعمًا قليلاً أو معدومًا من المستثمرين. عند الاستفسار، تجاهل البعض خسائر بلغت آلاف الدولارات وأن عدد الحضور في أحداثهم في سان خوان قد انخفض قائلين إن الانخفاض في القيمة قد أبعد "سياح العملات المشفرة"، بل وزعموا أن "جودة" الحضور قد تحسنت. ارتبطت المجموعة أيضًا بحوادث أخرى وقعت داخل الأرخبيل، بما في ذلك وفاة مطور DeFi نيكولاي موشيجيان في كوندادو بعد تغريدة جنون العظمة حول ملاحقته من قبل وكالات الاستخبارات بما في ذلك CIA و Mossad، "جواسيسهم" وما أسماه "النخبة البيدوفيليا". أدى انهيار السوق إلى انخفاض في عدد المستوطنين الذين انتقلوا إلى بورتوريكو متوقعين الثراء من استثماراتهم في المستقبل، بينما سيطرت الجدية على Puertopians القدامى.
خاض بيرس نفسه سلسلة من المعارك القانونية خلال هذه الفترة، حيث كانت معظم الدعاوى القضائية تتعلق بشركاء أعمال سابقين في عمليات الاستحواذ مثل فندق Vieques W السابق وتجديد يخت يُدعى Aurora. بعد ست سنوات من الوعد بثورة اقتصادية مدفوعة بالتكنولوجيا، لم يرَ عامة الناس النتائج بعد، حيث ظلت العملات المشفرة مكانة صغيرة في بورتوريكو. أشار الممثل السابق إلى مشاريع أخرى متعلقة بالبلوك تشين مثل معرض Lighthouse NFT كمثال على "التكنولوجيا الرائدة" التي يتم تقديمها للعالم من الجزيرة، لكنه اعترف علنًا بأن الاستوديو، على الرغم من كونه الأول من نوعه في العالم، لم يكن يحقق ربحًا. على الرغم من صراعات Puertopians، تمكنت مجموعة من السكان المحليين تتكون من أماندا فابيانو، تريسي هويوس لوبيز، وديفيد بايلي من الوصول إلى السياسة الوطنية الأمريكية. بعد إحاطة دونالد ترامب بالعملات المشفرة والسياسة العامة، أُلقى عليهم اللوم من قبل وسائل الإعلام بسبب التحول في خطاب المرشح الرئاسي بين حملتي 2020 و2024.

## الاستقبال

### الحكومة والسياسة
رفضت وزارة الخزانة في بورتوريكو التعليق على القضية، معترفة بأنها لم تكن لديها خبير في العملات المشفرة في ذلك الوقت، لكنها أشارت إلى اهتمام مستقبلي بالحصول على واحد. رأت مكتب مفوض المؤسسات المالية في بورتوريكو أن هناك شرعية كافية للموافقة على وجود تراخيص "بنك Digital Internacional"، بناءً على تفسير قوانين البنوك الدولية. ومع ذلك، على عكس الأماكن الأخرى التي قمعت فيها البنوك استخدام العملات المشفرة، أشارت جمعية مصرفيي بورتوريكو من خلال رئيسها زويمي ألفاريز إلى أنها لم تعتبر نفسها "أعداء" وأن "[العملات المشفرة] موجودة لتبقى، مع القلق فقط من الطبيعة غير القابلة للعكس للمدفوعات". عند أول مقابلة حول الموضوع، أعرب الحاكم ريكاردو روسيلو من حزب التقدم الجديد (PNP) المحافظ عن أن "هناك الكثير من العمل الذي يتعين القيام به وإعطاء وضوح بأن هذا لا يُستخدم لغسيل الأموال أو في مجالات أخرى"، لكنه أيد اعتماد البلوك تشين على نطاق واسع كـ "مغير للعبة". على الرغم من كونه المسؤول عن المؤتمر (المسمى "Puerto Crypto") حيث سيتم مناقشة التشريعات ذات الصلة، أعرب مانويل أ. لابوي ريفيرا وزير التنمية الاقتصادية والتجارة في بورتوريكو (DEDC)، عن نقص المعرفة بالمدى الحقيقي للبيتكوين داخل الاقتصاد البورتوريكي (على الرغم من تسجيله منذ أوائل العقد الأول من القرن الحادي والعشرين) وتكهن بأن بعض التغييرات على اللوائح المالية المحلية قد تكون ضرورية. عند الضغط حول ما تتضمنه هذه التغييرات، ذكر أنها ستتعلق بحماية من الاحتيال. وافق المحامي الشركتي أنطونيو باوزا على ذلك وجادل لصالح عمليات التدقيق. في عام 2021، أكد كارلوس فونتان، مدير برنامج الحوافز في DEDC، تقييم الحكومة بأن Puertopians كانوا يخلقون فرص عمل.
بحلول الوقت الذي غادر فيه منصبه وسط احتجاجات عامة مرتبطة بفضيحة تيليجرام، كان روسيلو يُعتبر "داعمًا لجهود رواد الأعمال في مجال العملات المشفرة"، ومن بين تعييناته الأخيرة كان جيمس روبرت "بو" كولينز، مؤسس SJMX، في مجلس Invest Puerto Rico. واندا فاسكيز غارسيد، التي شغلت المنصب لمدة عامين، رفعت الرسوم السنوية التي يدفعها مستفيدو قانون 60 من 300 دولار إلى 5000 دولار. بعد انتخابه في عام 2020، استأنف حاكم PNP بيدرو بيرلويزي، الذي أيد علنًا الحوافز الضريبية منذ أيامه كمفوض مقيم في بورتوريكو، السياسة العامة المواتية واستضاف عشاءً مع بيرس وعمدة نيويورك الصديق للعملات المشفرة إريك آدامز. بحلول عام 2019، تم مناقشة الآثار القانونية للموضوع في Revista Jurídica التابعة لـ كلية الحقوق بجامعة بورتوريكو، حيث خلصت فيرونيكا إس. أوتيرو ريفيرا إلى أن قوانين 20 و22 صُممت لأنواع أخرى من الأعمال وأن هناك حاجة لتشريع جديد للنموذج المستخدم بواسطة العملات الرقمية.
في عام 2021، دافعت مفوضة OCIF ناتاليا زيكويرا عن أن عدم وجود تنظيم رسمي جاء كرد فعل على النفور من "الابتكار" في كيانات مثل FDIC. كانت لاحقًا مسؤولة عن ترخيص خدمات حفظ وتسوية الأصول الرقمية التي أذن بها المكتب لـ FV Bank في نوفمبر 2022. كما أمرت OCIF Athena بوقف عملياتها في مجال العملات المشفرة في بورتوريكو حتى تحصل على ترخيص MSB من الحكومة، وذلك بعد أن تم ربط التشغيل غير المنظم لأجهزة BATMs بمعاملات غير منتظمة تتضمن أموالاً مسروقة وهويات مزيفة في بلدية ماناتي.
عارضت الفصائل الليبرالية بما في ذلك حزب الاستقلال البورتوريكي (PIP) وحركة النصر المواطن (MVC) استيطان بورتوريكو من قبل مستفيدي قانون 60، معتقدين أنه يعزز النزوح، حيث قدمت ماريا دي لورديس سانتياغو مشروع قانون لإلغاء المزايا. ربط المرشح السابق لمنصب الحاكم عن حزب العمال المنحل، رافائيل بيرنابي ريفكوهل، تدفق الأجانب بالسياسات الاقتصادية التي فرضتها الولايات المتحدة بعد الحرب الأمريكية الإسبانية، وكيف دمرت صناعة السكر في بورتوريكو، وتنفيذ عملية Bootstrap لاحقًا وعلاقتها بالهجرات السابقة. في ديسمبر 2022، تم اعتقال أفراهام أيزنبرغ في الجزيرة لسرقته أكثر من مئة مليون دولار عن طريق استغلال منصة Mango Markets لتراكم قروض العملات المشفرة، وقبل ذلك تم منحه مزايا قانون 60 من قبل وزير DDEC مانويل سيدري.

### الإعلام
أكبر صحيفة في بورتوريكو، El Nuevo Día، كانت تغطي موضوعات العملات المشفرة منذ عام 2014، مع مقالات تتراوح من اعتماد البيتكوين والتنظيم المحلي إلى تأسيس بنك Medici. كانت معظم هذه المقالات إعلامية بدلاً من كونها تحقيقات، مع استثناءات مثل مقالة حيث قامت شارون مينيلي بيريز بإنشاء ملف تعريف لـ "المتحمسين للعملات المشفرة" الذين أصبحوا مشاركين منذ "الطفرة الكبيرة للعملات المشفرة" في عام 2017. كتب كريستيان غابرييل راموس سيجارا عدة مقالات حول الموضوع لـ El Vocero في عام 2021، ناقش في البداية عدم وجود تنظيم رسمي وكيف أن هذا، إلى جانب تقلبات أسعار BTC، أبطأ من اعتمادها على نطاق واسع بين عامة الناس في بورتوريكو، مشيرًا إلى أن الجزء الأكبر من المشاركين كان لا يزال في تدفق التجار الأجانب. في مقال آخر، صدّر حجج العديد من التجار بما في ذلك بيرس حول إمكانات العملات المشفرة للتنمية الاقتصادية في بورتوريكو إذا تم تنظيمها بشكل صحيح. عندما تحسنت أسعار البيتكوين في عام 2021، أجرت أيولا فيريلا من Metro Puerto Rico مقابلة مع خوان كارلوس بيدريا حول مفهوم أن هذه العملة قد تحل محل العملة التقليدية في بعض الأسواق مع زيادة التضخم.
عندما أعلن Puertopians عن وجودهم لأول مرة في عام 2018، بدأ رافائيل لينين لوبيز من WAPA-TV تحقيقًا لصالح NotiCentro، خدمة الأخبار التابعة للقناة. في التحقيق، أجرى مقابلات مع عدد من المسؤولين الحكوميين والخبراء التكنولوجيين والاقتصاديين، حيث تراوحت ردود أفعالهم بين الدعم الحذر والتشكك. كتبت إيفا لورينز فيليز من Caribbean Business عن التنظيم المطلوب قبل أن تصبح بورتوريكو "جنة للعملات المشفرة"، مستشهدة بأرقام ناقشت الجوانب القانونية والمصرفية للفكرة. كما قدمت هذه النشرة تغطية عامة لمواضيع محلية أخرى تتعلق بالعملات المشفرة بما في ذلك التنظيم، اقتراح عملة رقمية تعرف باسم "Kokicoin"، العلاقة بين بنك Noble وTether والمؤتمرات بما في ذلك CoinAgenda. نشرت الصحيفة الرقمية NotiCel عدة مقالات عن العملات المشفرة، حيث تبني طاقمها وجهات نظر مختلفة حول الموضوع بعد تقرير أولي عن وصول Puertopians والحوافز الضريبية. كتب إريك دي ليون سوتو مقالات إعلامية عن البنوك المشفرة واقتراح لإنشاء صندوق استثمار ترويجي من قبل بيرس. ومع ذلك، كانت أدريانا دي خيسوس سلامان ناقدة تجاه المجموعة، مشيرة إلى الشكوك المحيطة بهم والكتابة عن شراء العقارات في سان خوان القديمة ووصول المناطق الاقتصادية الخاصة، والتي وصفتها بأنها "تجربة أخرى لبورتوريكو من مجتمع العملات المشفرة". في عام 2022، نشر جيريمي أورتيز بورطالين من خدمة أخبار Telemundo Puerto Rico (WKAQ-TV) سلسلة تحقيقات أجرى فيها مقابلات مع المتداولين والسياسيين في سياق التضخم المستمر للدولار الأمريكي، ناقشًا Puertopians والتنظيم والميتافيرس.
في الخارج، أعرب صحفيون مثل لاريسا ياروفايا وبريان لوسي من The Conversation عن مخاوفهم من أن إنشاء Sol سيؤدي إلى استعمار العملات المشفرة. ركزت ماريا إسبادا من Time تغطيتها على النشطاء الذين عارضوا مستفيدي قانون 60 بما في ذلك "أثرياء العملات المشفرة" وإدراك أن ذلك يعزز النزوح والتطوير العمراني. اختار نيل شتراوس من رولينغ ستون نشر مقال سيرة ذاتية عن بيرس وتوثيق حياته اليومية بينما كان ينوي "تحويل بورتوريكو إلى يوتوبيا Burning Man"، ناقشًا عددًا من الصفات الشخصية التي تثير مقارنات مع قادة الطوائف وأتباع حركة الهيبيز، لكنه أكد موقفه كزعيم فعلي لـ Puertopians. تجاهلت كلوي واتلينغتون من The Baffler اقتراح Puertopians لبناء يوتوبيا تكنولوجية باعتباره "مجموعة من الشعارات والعبارات المشوشة التي تتظاهر بأنها خطط عمل" وربطتهم بـ "عمليات الاحتيال الاستعمارية القديمة في بورتوريكو". كتب مارك إلوود من نيويورك بوست بشكل إيجابي عن نهج الإدارة تجاه ما يسمى بـ "حركة Puerto Crypto"، مقارنًا إياها بسنغافورة وجادل بأنها ستقوم "بإعادة تشكيل بورتوريكو لتكون الإجابة المحلية لأمريكا على دبي". كانت سامانثا بي ناقدة تجاه وصول هؤلاء المتداولين إلى بورتوريكو، واصفة المجموعة بـ "الجراد الضريبي" واستضافت مانويل ناتال في جزء من برنامج Full Frontal with Samantha Bee بعنوان "الجراد الضريبي وإخوان البلوك تشين".
تشارك الكاتبة الكندية ناعومي كلاين رأيًا مشابهًا في كتابها The Battle for Paradise: Puerto Rico Takes on the Disaster Capitalists، مؤكدة أن "الدين الحقيقي هنا هو تجنب الضرائب". كتب جوش غلانسي لصحيفة ذا تايمز البريطانية وصف المجموعة بأنها أكثر مثالية و"واثقة من نفسها ويوتوبية" من أثرياء وادي السيليكون، قدمهم بشكل عام بشكل إيجابي كـ "شبكة تكنولوجية" ناشئة.

### فئات ديموغرافية أخرى
عند وصولهم، لم يكن مفهوم العملات المشفرة مفهومًا جيدًا من قبل عامة الناس وغالبًا ما تمت مقارنته باحتيال استثمار الدينار العراقي. في المقابل، كانت فكرة العملات المشفرة مفضلة لدى الشباب البورتوريكيين المهتمين بالتكنولوجيا، ورواد الأعمال وأولئك المشاركين في الصناعات الإبداعية. بحلول عام 2018، بدأت بعض الشركات في قبول البيتكوين كشكل من أشكال الدفع، كما فعل الأفراد المشاركون في خدمات مثل سيارات الأجرة السياحية وسائقي Uber. كانت أول مؤسسة رعاية صحية تقبل العملات المشفرة كشكل من أشكال الدفع في بورتوريكو هي Profesional Hospital Guaynabo الواقعة في بلدية غواينابو. أدى الاهتمام الإعلامي بالموضوع إلى زيادة الوعي في السنوات التالية، وصولاً إلى العمال ذوي الياقات الزرقاء. أدى زيادة الاعتماد أيضًا إلى استخدام المجرمين للعملات المشفرة حيث بدأوا في طلب مدفوعات الاحتيال بالبيتكوين. بالتوازي مع ذلك، بدأت الحركات الشعبية التي تعارض التطوير العمراني في معارضة وصول Puertopians علنًا إلى جانب مستفيدي قانون 60 الآخرين، بقيادة منظمة تعرف باسم #AbolishAct60، التي تعتبر شراء العقارات من قبل هؤلاء المتداولين ممارسة "افتراسية" حيث يتم ذلك بالتزامن مع هجرة مستمرة للبورتوريكيين إلى فلوريدا وأماكن أخرى. حدثت الحالة الأولى في أكتوبر 2018، عندما واجهت شابة بيرس بينما كان يستضيف حدثًا باسم #RestartWeek. احتجت مجموعة Taller Salud النسوية المحلية على قانون 60 لأنها تعتقد أن "الملاذات الضريبية والحوافز غير المتاحة للسكان الأصليين قد عززت ودعمت الاستعمار". امتدت هذه العداوة إلى البورتوريكيين الذين تعاونوا مع المجموعة، حيث تمت الإشارة إليهم باسم "vendepatrias" (خونة) بسبب مشاركتهم. وسط نمط من قيام الأجانب بشراء المباني المتزايدة التكلفة في سان خوان القديمة، بدأت تظهر ملصقات تصور Puertopians (وخاصة بيرس) مع عبارة "هذا هو شكل مستعمرينا" في جميع أنحاء المدينة الاستعمارية إلى جانب مستفيدي قانون 60 الآخرين.
بين أفراد بورتوريكيو الولايات المتحدة، أنشأت الفنانتان ليات بيردوغو وإيميلي مارتينيز، المعروفتان مجتمعتان باسم Anxious to Make، معرضًا يعرف باسم "Eternal Boy Playground" الذي وثق ردود أفعال الأشخاص الذين عارضوا وصول الموجة الأولى من متداولي العملات المشفرة كرأسمالية الكوارث. حاول آخرون مثل Diáspora en Resistencia لفت انتباه الكونغرس إلى القضية، سواء لفحص مستفيدي قانون 60 أو للضغط على الحكومة المحلية لاتخاذ إجراء. في سبتمبر 2022، أصدر باد باني فيديو "El Apagón"، الذي ينتقد التطوير العمراني وعدد من جماعات الضغط بما في ذلك "إخوان العملات المشفرة".